# Actaea purpurea
Actaea purpurea är en ranunkelväxtart som först beskrevs av P.K. Hsiao, och fick sitt nu gällande namn av J. Compton. Actaea purpurea ingår i släktet trolldruvor, och familjen ranunkelväxter. Inga underarter finns listade i Catalogue of Life.